# Rieussec
Rieussec är en kommun i departementet Hérault i regionen Occitanien i södra Frankrike. Kommunen ligger i kantonen Saint-Pons-de-Thomières som tillhör arrondissementet Béziers. År 2022 hade Rieussec 82 invånare.

## Befolkningsutveckling
Antalet invånare i kommunen Rieussec
Referens:INSEE